# Diocèse de Davenport
Le diocèse de Davenport (Dioecesis Davenportensis), dans l'État de l'Iowa, est un diocèse catholique érigé canoniquement le 14 juin 1881 par le pape Léon XIII. Son évêque est Mgr Thomas Robert Zinkula qui siège à la cathédrale du Sacré-Cœur. Il est le suffragant de l'archidiocèse de Dubuque. En 1911, le diocèse doit céder des terres pour ériger le diocèse de Des Moines.

## Statistiques
La superficie de ce diocèse est de 29 632 km2, et il compte 104 419 fidèles catholiques vivent dans le territoire diocésain, soit 13,9 %  de la population totale. Il compte également 111 prêtres, qui portent leur ministère dans 84 paroisses. Il y a trois religieux et 180 religieuses à Davenport.